# Iveco Magirus Eurofire
L'EuroFire è un'autopompa serbatoio (APS) prodotta dalla Iveco Magirus AG a partire dal 1994 su base Iveco Eurocargo. La produzione è terminata all'inizio degli anni 2000 con la sostituzione da parte dell'Eurofire 2, comunemente chiamato "Stralis" FF (FireFighting) per via della base di costruzione del mezzo, che deriva appunto da un Iveco Stralis.
L'Eurofire ha rappresentato per quasi un decennio la spina dorsale del parco mezzi del corpo nazionale dei vigili del fuoco italiani, costituendo la prima partenza in quasi tutti i distaccamenti della penisola. Nonostante la sua sostituzione sia avvenuta ormai da diverso tempo è ancora uno tra i mezzi più diffusi tra i pompieri italiani; è stato fortemente utilizzato anche in altri Paesi europei e asiatici. Il mezzo si contraddistingue infatti per un'elevata affidabilità in termini di longevità.
Il mezzo è uno dei pochissimi prodotti su base autonoma, partendo da un telaio proprio e una cabina appositamente studiata. Tuttavia l'Eurofire condivide diversi componenti con l'Iveco Eurocargo. È equipaggiato con motore 6 cilindri diesel da 7685 cm³ ed eroga una potenza di 266 CV. È in grado di raggiungere una velocità di 120 km/h. La capacità del serbatoio d'acqua è di 3200 litri, la riserva di schiumogeno di 150 litri. Permette il trasporto di 4 vigili, oltre ad un caposquadra ed un autista.
Le dimensioni contano 7,60 metri di lunghezza, 2,50 metri di larghezza, ed un'altezza approssimativa di 3 metri.
È un mezzo valutato molto positivamente dagli operatori: non eccelle particolarmente in diversi campi, come nella tenuta di strada, o nella sistemazione del materiale caricato; ma costituisce un ottimo bilanciamento tra qualità e semplicità. La povertà di elettronica (è stato concepito nei primi anni novanta) fa sì che il mezzo sia poco soggetto a guasti di questo tipo, e basandosi su una buona meccanica, fa dell'affidabilità uno dei suoi punti di forza, a volte a dispetto dei suoi successori, come il Mercedes-Benz Actros BAI o appunto l'Eurofire 2.